# 布雷亞扎鄉 (蘇恰瓦縣)
47°37′N 25°20′E / 47.617°N 25.333°E
布雷亞扎鄉（羅馬尼亞語：Comuna Breaza, Suceava），是羅馬尼亞的鄉份，位於該國東北部，由蘇恰瓦縣負責管轄，面積85平方公里，海拔高度913米，2007年人口1,695，人口密度每平方公里20人。